# Tom Boerwinkle
Thomas F. Boerwinkle, detto Tom (Cleveland, 23 agosto 1945 – Burr Ridge, 26 marzo 2013), è stato un cestista statunitense, professionista nella NBA.

## Carriera
Venne selezionato dai Chicago Bulls al primo giro del Draft NBA 1968 (4ª scelta assoluta).